# プリスコ・ジェプレティング・チェロノ
プリスコジェプレティング・チェロノ（Priscah Jepleting Cherono、旧姓ヌゲティク（Ngetich）、1980年6月27日 - ）はケニアの陸上競技選手、専門は5000mとクロスカントリーを主とする長距離走。リフトバレー州ナンディ県Kamuiywa出身。北京オリンピック女子5000mケニア代表。
香港の2008年3月27日付スタンダード紙によると、タンボイヤ学校（Tamboiya Primary School）に通っている頃に陸上を初め、カプケンダ女子高校（Kapkenda Girls Secondary School）へと通った。1998年世界ジュニア陸上競技選手権大会で初めてケニア代表に選ばれた。2006年世界クロスカントリー選手権福岡大会女子ショートでゲレテ・ブルカに次ぐ2位となった。2007年世界陸上競技選手権大阪大会では14分59秒21の記録でメセレト・デファー、ヴィヴィアン・チェルイヨットに次ぐ3位に入った。

## 主な戦績
| 年度 | 大会名                             | 開催地                        | 順位 | 種目     |
| ---- | ---------------------------------- | ----------------------------- | ---- | -------- |
| 1998 | 世界ジュニア陸上競技選手権大会     | アヌシー（ フランス）         | 7位  | 5000m    |
| 2003 | 世界クロスカントリー選手権         | ローザンヌ,（ スイス）        | 11位 | ショート |
| 2004 | アフリカ陸上競技選手権大会         | ブラザヴィル（ コンゴ共和国） | 2位  | 5000m    |
| 2005 | 世界クロスカントリー選手権         | サンテティエンヌ（ フランス） | 4位  | ショート |
| 2005 | 世界陸上競技選手権大会             | ヘルシンキ（ フィンランド）   | 7位  | 5000m    |
| 2005 | IAAFワールドアスレチックファイナル | モンテカルロ（ モナコ）       | 8位  | 3000m    |
| 2006 | 世界クロスカントリー選手権         | 福岡（ 日本）                 | 2位  | ショート |
| 2006 | 世界クロスカントリー選手権         | 福岡（ 日本）                 | 2位  | 国別対抗 |
| 2006 | IAAFワールドアスレチックファイナル | シュトゥットガルト（ ドイツ） | 9位  | 5000m    |
| 2007 | 世界クロスカントリー選手権         | モンバサ（ ケニア）           | 7位  | シニア   |
| 2007 | 世界クロスカントリー選手権         | モンバサ（ ケニア）           | 2位  | 国別対抗 |
| 2007 | 世界陸上競技選手権大会             | 大阪（ 日本）                 | 3位  | 5000m    |
| 2007 | IAAFワールドアスレチックファイナル | シュトゥットガルト（ ドイツ） | 3位  | 5000m    |
| 2007 | IAAFワールドアスレチックファイナル | シュトゥットガルト（ ドイツ） | 3位  | 3000m    |
| 2008 | 世界クロスカントリー選手権         | エディンバラ（ イギリス）     | 7位  | シニア   |
| 2008 | オリンピック                       | 北京（ 中華人民共和国）       | 11位 | 5000m    |
| 2008 | IAAFワールドアスレチックファイナル | シュトゥットガルト（ ドイツ） | 5位  | 5000m    |

### 記録
- 3000m - 8分29秒06（2007年）
- 5000m - 14分35秒30（2006年）